# John Tonje
John Herbert Tonje, né le 23 avril 2001 à Omaha dans le Nebraska, est un joueur américano-camerounais de basket-ball évoluant au poste d'arrière et mesurant 1,96 m.

## Biographie

### NBA
John Tonje est sélectionné en cinquante-troisième position par le Jazz de l'Utah lors de la draft 2025 de la NBA.

## Statistiques

### Universitaires
| Saison    | Équipe         | Matchs | Titul. | Min./m | % Tir | % 3pts | % LF  | Rbds/m. | Pass/m. | Int/m. | Ctr/m. | Pts/m. |
| --------- | -------------- | ------ | ------ | ------ | ----- | ------ | ----- | ------- | ------- | ------ | ------ | ------ |
| 2019-2020 | Colorado State | 31     | 0      | 8.4    | .461  | .435   | .677  | 1.0     | 0.3     | 0.2    | 0.0    | 3.6    |
| 2020-2021 | Colorado State | 28     | 1      | 20.2   | .389  | .313   | .857  | 2.9     | 0.8     | 0.4    | 0.2    | 6.6    |
| 2021-2022 | Colorado State | 30     | 12     | 25.3   | .461  | .364   | .821  | 3.0     | 0.9     | 0.4    | 0.2    | 9.1    |
| 2022-2023 | Colorado State | 33     | 33     | 31.3   | .473  | .389   | .815  | 4.7     | 1.3     | 0.8    | 0.3    | 14.6   |
| 2023-2024 | Missouri       | 8      | 4      | 9.8    | .500  | .333   | 1.000 | 0.9     | 0.4     | 0.3    | 0.1    | 2.6    |
| 2024-2025 | Wisconsin      | 37     | 37     | 31.1   | .465  | .388   | .909  | 5.3     | 1.8     | 0.7    | 0.2    | 19.6   |
| Total     | Total          | 167    | 87     | 23.0   | .457  | .378   | .858  | 3.4     | 1.0     | 0.5    | 0.2    | 10.8   |

## Palmarès et distinctions individuelles

### Universitaires
- Consensus second-team All-American (2025)
- First-team All-Big Ten (2025)